# Privilegia ne irroganto
Le XII tavole stabilivano (Tavola IX) il principio che la legge non poteva essere emanata nei confronti di un solo cittadino. In latino privilegium ha un significato anceps (bivalente), non solo favorevole (significato che è rimasto in italiano) ma soprattutto  in senso sfavorevole odiosum. La traduzione potrebbe essere dunque: Non siano dunque proposti (ìrrogo) "privilegia".
Sotto il periodo regio e all'inizio dell'età repubblicana era diffuso l'uso di emanare provvedimenti legislativi da parte della classe patrizia, che deteneva tutti i poteri statuali, che colpissero qualche soggetto più debole. Fu considerata una grande conquista per i plebei stabilire che la legge non può essere emanata se non contenenti norme che valessero nei confronti di tutti.
Il mutare dei rapporti di forza furono tali che il mezzo con cui vennero reintrodotti privilegi odiosi furono poi  tipici degli Scita plebis.
Un esempio molto noto è Cicerone, che nel 58 a.C. con il "De domo sua" 10,26 affermò questa celebre frase "Licuit tibi ferre non legem, sed nefarium privilegium." - "Tu hai potuto promulgare non una legge, ma un infame privilegio", riferito al tribuno Clodio amico di Cesare ed alla legge c. d. Lex Clodia introdotto appunto tramite un plebiscito, prima legge ad personam che si conosca emanata in democrazia.